# Pegomya exilis
Pegomya exilis är en tvåvingeart som först beskrevs av Johann Wilhelm Meigen 1826.  Pegomya exilis ingår i släktet Pegomya och familjen blomsterflugor. Arten är reproducerande i Sverige. Inga underarter finns listade i Catalogue of Life.